# Elektroscoop

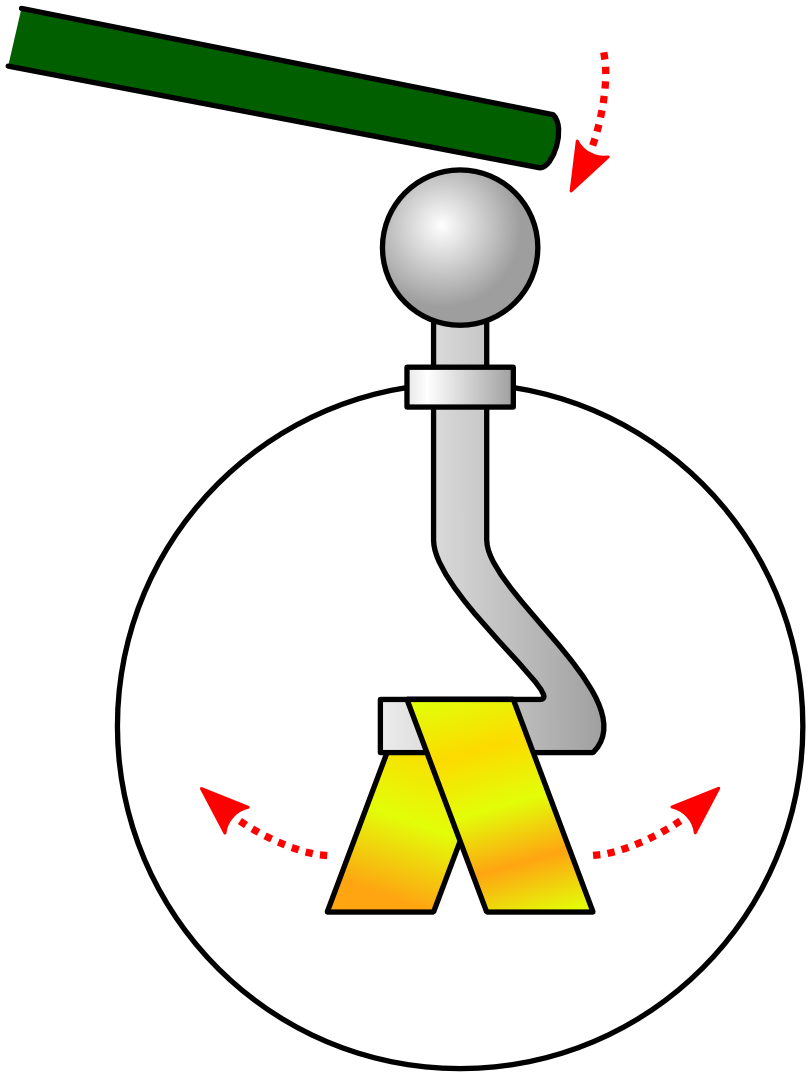
Elektroscoop

Een elektroscoop is een toestel om elektrische lading te meten of aan te tonen. Het toestel bestaat meestal uit twee bladen van een lichte metalen folie die onderling verbonden zijn. Via een geleider wordt de te meten lading naar de bladen gevoerd. Daardoor gaan de twee bladen elkaar afstoten volgens de wet van Coulomb. Tussen de bladen is er een mechanische terugroepende kracht, meestal de zwaartekracht, of doordat de folie zelf als veer werkt. Hoe groter de lading, hoe verder de bladen zich van elkaar verwijderen. Op een schaal is het mogelijk om de lading af te lezen. Vanwege de geringe nauwkeurigheid is de elektroscoop als meetinstrument van weinig praktische betekenis. De elektroscoop wordt wel veel gebruikt in het onderwijs om lading aanschouwelijk te maken.

## Kosmische straling
De elektroscoop speelde een belangrijke rol bij de ontdekking van zowel radioactiviteit als kosmische straling. Met behulp van een eenvoudige elektroscoop ontdekten Pierre en Marie Curie de elementen radium en polonium. Ioniserende straling uit deze elementen is namelijk in staat een zeer goed geïsoleerde elektroscoop te ontladen, doordat straling de lucht eromheen ioniseert. Een probleem was dat de ontlading ook optrad als er geen radioactieve bron aanwezig was. Daarom werd verondersteld dat die ontlading werd veroorzaakt door radioactiviteit afkomstig uit de aardkorst zelf. 
Om deze veronderstelling te toetsen besloot de Duitse jezuïetenpater Theodor Wulf met een door hem ontwikkelde elektroscoop in 1910 de ontlading te meten zowel op de grond als boven op de 300 meter hoge Eiffeltoren. De gedachte was dat op de top geen of nauwelijks ontlading te meten zou zijn, omdat de luchtlaag alle aardse straling zou absorberen. Wulf ontdekte echter dat de ontlading geenszins was afgenomen, maar zelfs iets was toegenomen. Een verklaring hiervoor kon hij niet geven.
Het was de Oostenrijkse natuurkundige Victor Franz Hess, die de resultaten van Wulf verder testte door met een heteluchtballon nog hoger te gaan. Met een elektroscoop aan boord mat Hess dat de straling op 5 km hoogte bijna het dubbele was van de sterkte op de grond. Hieruit concludeerde hij dat de straling van buiten de atmosfeer afkomstig moest zijn, ofwel Höhenstrahlung (later kosmische straling), waarvoor hij in 1936 de Nobelprijs kreeg.
Het hierboven beschreven proces is een mooi voorbeeld van hoe de wetenschappelijke methode in de praktijk van de empirische wetenschappen gebruikt wordt.